# 428 př. n. l.

## Narození
- ? – Archytas z Tarentu, starořecký matematik, astronom, politik a filozof († 347 př. n. l.)

## Úmrtí
- Anaxagoras, řecký předsokratovský filozof

## Hlava státu
- Perská říše – Artaxerxés I. (465 – 424 př. n. l.)
- Egypt – Artaxerxés I. (465 – 424 př. n. l.)
- Bosporská říše – Satyrus (433 – 389 př. n. l.)
- Sparta – Pleistonax (458 – 409 př. n. l.) a Archidámos II. (469 – 427 př. n. l.)
- Athény – Epameinon (429 – 428 př. n. l.) » Diotimus (428 – 427 př. n. l.)
- Makedonie – Perdikkás II. (448 – 413 př. n. l.)
- Epirus – Tharrhypas (430 – 392 př. n. l.)
- Odryská Thrácie – Sitalces (431 – 424 př. n. l.)
- Římská republika – konzulové A. Cornelius Cossus a T. Quinctius Pennus Cincinnatus nebo L. Quinctius Cincinnatus a A. Sempronius Atratinus (428 př. n. l.)
- Kartágo – Hannibal Mago (440 – 406 př. n. l.)